# Goldie és Mackó
A Goldie és Mackó (eredeti cím: Goldie & Bear) 2015-ben indult amerikai televíziós 3D-s számítógépes animációs sorozat, amelyet a Disney Television Animation, az ICON Creative Studio és a Milk Barn Productions készített. Műfaját tekintve filmvígjáték-sorozat.
Amerikában 2015. szeptember 12-étől a Disney Junior vetíti, Magyarországon pedig 2015. december 5-én a Disney Channel mutatta be az első két részt, a folytatást a Disney Junior sugározza 2016. február 14-étől, és az M2 adja 2018. március 10-étől.

## Szereplők
| Szereplő     | Eredeti hang         | Magyar hang                                             | Leírás |
| ------------ | -------------------- | ------------------------------------------------------- | ------ |
| Goldie       | Natalie Lander       | Csuha Borbála                                           | ?      |
| Mackó        | Georgie Kidder       | Nádasi Veronika                                         | ?      |
| Mama Maci    | Mary Birdsong        | Szórádi Erika                                           | ?      |
| Papa Maci    | Barry Wiggins        | Magyar Bálint                                           | ?      |
| Baley        | David Lodge          | Seszták Szabolcs                                        | ?      |
| Brix         | David Kaufman        | Szokol Péter                                            | ?      |
| Twigs        | Kath Soucie          | Kokas Piroska                                           | ?      |
| Törpe        | David Lodge          | Kapácsy Miklós                                          | ?      |
| Farkas       | Jim Cummings         | Mészáros Máté                                           | ?      |
| Tojás Tóbiás | Mitchell Whitfield   | Elek Ferenc                                             | ?      |
| Jack         | David Kaufman        | Berkes Bence                                            | ?      |
| Jack anyja   | Mary Birdsong        | Orosz Anna                                              | ?      |
| Piroska      | Justine Huxley       | Vágó Bernadett (1. évad) Réthy Zsazsa (2. évad)         | ?      |
| Bába         | Maya Ritter          | Kiss Erika                                              | ?      |
| Kukac        | Dee Bradley Baker    | Csuha Lajos                                             | ?      |
| Phil         | Tom Kenny            | Kassai Károly                                           | ?      |
| Favágó       | Mitchell Whitfield   | Potocsny Andor                                          | ?      |
| Lúdmama      | Mary Birdsong        | Koncz-Kiss Anikó (1. évad) Hűvösvölgyi Ildikó (2. évad) | ?      |
| Nagyi        | Blythe Danner        | Halász Aranka                                           | ?      |
| Óriás        | Bayardo De Murguia   | Faragó András                                           | ?      |
| Brian        | Thomas Lennon        | Szerednyey Béla ? (ének)                                | ?      |
| Pops         | John Michael Higgins | Csere László                                            | ?      |

## Epizódok
| Évad | Évad | Epizódok | Eredeti sugárzás     | Eredeti sugárzás    | Magyar sugárzás     | Magyar sugárzás    |
| Évad | Évad | Epizódok | Évadpremier          | Évadfinálé          | Évadpremier         | Évadfinálé         |
| ---- | ---- | -------- | -------------------- | ------------------- | ------------------- | ------------------ |
|      | 1    | 22       | 2015. szeptember 12. | 2016. augusztus 15. | 2015. december 5.   | 2016. november 19. |
|      | 2    | 23       | 2018. szeptember 18. | 2018. október 1.    | 2019. augusztus 18. | 2019. november 3.  |